# Artur Krzeszowiec
Artur Krzeszowiec (Gliwice, 20 juli 1972) is een Pools voormalig wielrenner. Krzeszowiec was een sprinter en reed voor onder meer CCC-Polsat en Amore & Vita.
Zijn vader Zbigniew Krzeszowiec was ook wielrenner.

## Belangrijkste overwinningen
1992
- Eindklassement Szlakiem Grodòw Piastowskich
- 4e etappe Ronde van Polen

1998
- 4e etappe Ronde van Polen

1999
- 2e etappe Ronde van de Ain

2000
- 1e etappe Koers van de Olympische Solidariteit
- 7e etappe Koers van de Olympische Solidariteit

2005
- 1e etappe Szlakiem Grodòw Piastowskich